# Глобальний комп'ютерний збій 2024

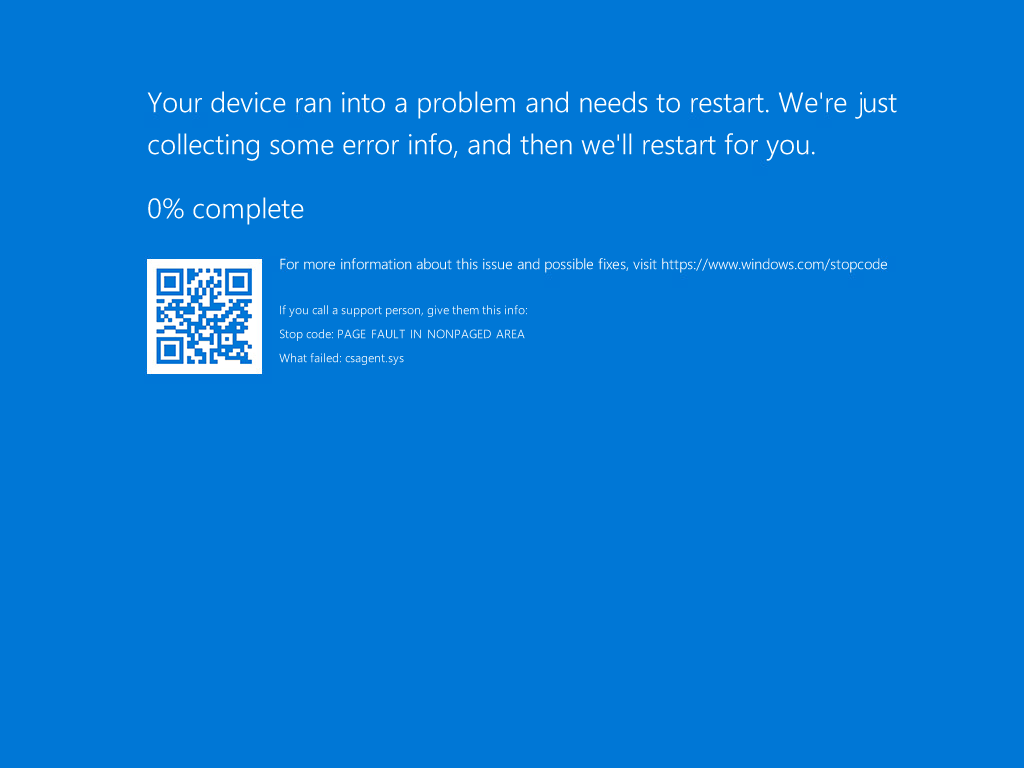

19 липня 2024 року стався глобальний технічний збій в роботі Windows при роботі в системі обчислень даних в хмарному середовищі, що призвело до численних порушень в роботі авіакомпаній, банків, системи комунікацій і зв'язку. Перестали функціонувати або стали працювати некоректно комп'ютерні системи аварійних служб, банків, аеропортів та інших організацій. Повідомляється, що багато комп'ютерів перестали завантажуватися.

## Причина
Імовірно, збій був викликаний недавнім оновленням системи кібербезпеки CrowdStrike.

## Наслідки
Глобальний технічний збій в Microsoft порушив роботу аеропортів і авіакомпаній по всьому світу 
- Авіакомпанії United Airlines і Delta Airlines призупинили польоти через проблеми зі зв'язком, що виникли в результаті триваючого глобального збою — Федеральне управління цивільної авіації США;
- Turkish Airlines також призупинила польоти через  великий глобальний збій;
- У всіх аеропортах Іспанії стався інцидент з комп'ютерними системами після збою CrowdStrike;
- Британський телеканал SkyNews був відключений від мережі через глобальний збій;
- Кілька аеропортів Великобританії також призупинили свою роботу.
- Sky News повідомив про збої в роботі системи охорони здоров'я та екстрених служб у Великобританії[4].